# Roundabout (film)
Pour plus de détails, voir Fiche technique et Distribution.
Roundabout est un film australien réalisé par Rachel Griffiths, sorti en 2003.

## Synopsis
En voiture, un homme percute un chien et fait une attaque de panique. Il commence à faire des tours sur un rond-point.

## Fiche technique
- Titre : Roundabout
- Réalisation : Rachel Griffiths
- Scénario : Rachel Griffiths
- Photographie : Tristan Milani
- Montage : Geordie Anderson
- Production : Louise Smith
- Société de production : Film Depot Pty. Ltd.
- Pays :  Australie
- Genre :
- Durée : 16 minutes
- Dates de sortie : 
  -  Canada : 6 juin 2003 (Worldwide Short Film Festival)

## Distribution
- David Roberts : Michael Taylor
- Alison Whyte : Angela Taylor
- Kim Gyngell : Dr. Patrick O'Roarke
- Nicholas Carlyon : Jack

## Distinctions
Le film a reçu quatre nominations aux AFI Awards.